# Acrocercops niphocremna
Acrocercops niphocremna là một loài bướm đêm thuộc họ Gracillariidae. Nó được tìm thấy ở Maharashtra, Ấn Độ. Nó được miêu tả bởi Edward Meyrick năm 1932. Ấu trùng ăn Terminalia chebula.